# Унайза
Уна́йза (Ана́йза, Онейза, араб. عنيزة‎) — город в провинции Эль-Касим в Саудовской Аравии. Население — 135 000 чел. (по оценке 2009 года).

## История
Возник в VII веке как перевалочный пункт на пути паломников из современных Ирана и Ирака в Мекку. В 1817—1914 годах город являлся центром небольшого эмирата во главе с династией Аль Сулайм.

### Амиры и губернаторы города
- 1817—1836 гг. амир Яхья ибн Сулайм
- 1864—1887 гг. амир Замиль Аль Сулайм
- 1901—1914 гг. амир Абд аль-Азиз Абдаллах Аль Сулайм (признал сюзеренитет Саудитов над Унайзой)
- 2007—2011 гг. губернатор Мусаад ас-Сулайм

## География
Город расположен в центральной части страны, в регионе Неджд. Унайза окружена пустыней. На расстоянии 30 км к северу от Унайзы расположен центр провинции — город Бурайда; в 300 км к юго-востоку — столица страны, Эр-Рияд.

### Климат
Климат — засушливый, пустынный. Осадков выпадает мало, воздух сухой. Для местного климата характерен большой перепад суточных температур.

## Экономика
Унайза расположена в оазисе. В окрестностях города выращивают лук, финики, а также лимоны, мандарины, грейпфруты, виноград, апельсины и гранаты. С 2004 года в городе ежегодно проводится Финиковый фестиваль.
В городе есть аэропорт.
Унайза является популярным местом для туристов и даже носит прозвище «Париж Неджда». Другое прозвище города — «Королевство фиников».

## Спорт
В Унайзе пользуются популярностью различные виды спорта, особенно — футбол. В городе действуют 2 футбольных клуба — Аль-Наджма и Аль-Араби.